# Жупанија Валча
Валча или Влча (рум. Judeţul Vâlcea) је округ у републици Румунији, у њеном средишњем делу. Управно средиште округа је град Рамнику Валча, а битан је и град Драгашани. Као туристичко одредиште познат је градић Хорезу, где се налази и истоимени манастир под заштитом УНЕСКО-а.

## Положај
Округ Валча је унутардржавни округ у Румунији. Са других стана окружују га следећи окрузи:
- ка северу: Сибињ
- ка истоку: Арђеш
- ка југу: Олт
- ка југозападу: Долж
- ка западу: Горж
- ка северозападу: Хунедоара и Алба

## Природни услови
Округ Валча је у Влашкој, а већим, западним делом припада њеној ужој покрајини Олтенија, док мањим, источним другој покрајини Мунтенији. Валча округ обухвата доњи ток реке Олт на месту где она кроз клисуру Валча из карпатских долина улази у Влашку низију.

## Становништво
| 1948.   | 1956.   | 1966.   | 1977.   | 1992.   | 2002.   | 2011.   | 2021.   |
| ------- | ------- | ------- | ------- | ------- | ------- | ------- | ------- |
| 341.590 | 362.356 | 368.779 | 414.241 | 438.388 | 413.247 | 371.714 | 341.861 |

Према попису из 2021. године, округ Валча је имао 341.861 становника што је за 29.853 мање (-8,03%) у односу на 2011. када је на попису било 371.714 становника. Према броју становника налази се на 25. месту од 41 румунског округа (на 26. месту рачунајући и Букурешт).
Валча је округ са већински румунским становништвом који чине 88,54% становништва, а од етничких мањина издвајају се Роми са 2,41%.
| Етнички састав према попису из 2021.‍ | Етнички састав према попису из 2021.‍ | Етнички састав према попису из 2021.‍ | Етнички састав према попису из 2021.‍ | Етнички састав према попису из 2021.‍ |
| ------------------------------------ | ------------------------------------ | ------------------------------------ | ------------------------------------ | ------------------------------------ |
|                                      |                                      |                                      |                                      |                                      |
| Румуни                               | Румуни                               |                                      | 302.696                              | 88,54%                               |
| Роми                                 | Роми                                 |                                      | 8.234                                | 2,41%                                |
| Мађари                               | Мађари                               |                                      | 78                                   | 0,02%                                |
| Италијани                            | Италијани                            |                                      | 40                                   | 0,01%                                |
| Немци                                | Немци                                |                                      | 39                                   | 0,01%                                |
| Турци                                | Турци                                |                                      | 37                                   | 0,01%                                |
| Остали                               | Остали                               |                                      | 130                                  | 0,04%                                |
| Непознато                            | Непознато                            |                                      | 30.607                               | 8,95%                                |